# Hostomels flygplats

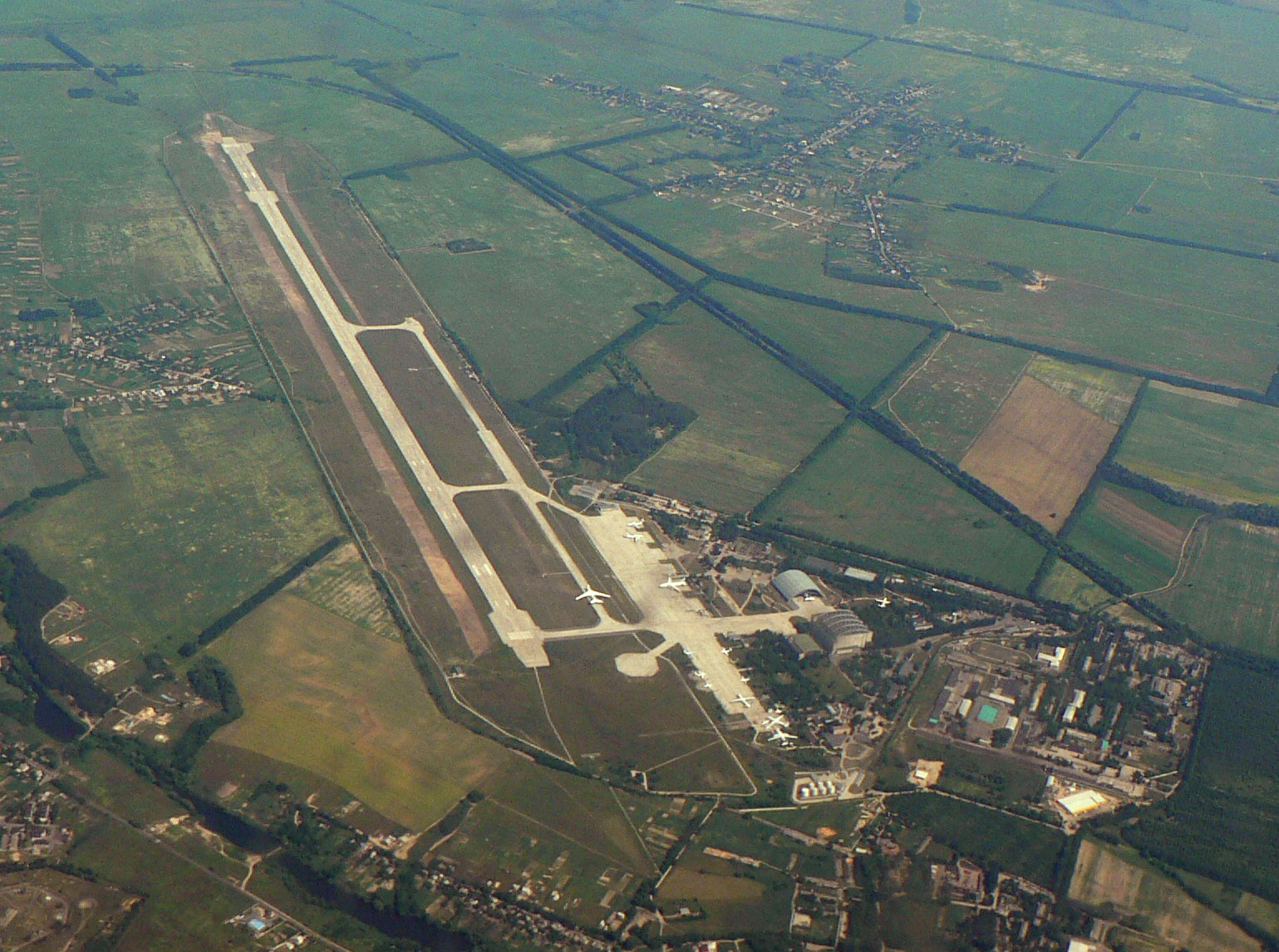
Hostomels flygplats

Hostomels flygplats (ukrainska: Аеропорт Антонов, Aeroport Antonov: Antonovflygplatsen) (IATA: GML, ICAO: UKKM), är en ukrainsk fraktflygplats i den nordvästliga Kievförorten Hostomel. Den används av flygfraktsbolaget Antonov Airlines (ukrainska: Авіалінії Антонова, Avialiniji Antonova), som ägs av flygplanstillverkaren Antonov vilka även använder flygplatsen för testflygniningar.
Hostomels flygplats är en av tre flygplatser i Kiev. De två övriga är Boryspils internationella flygplats, Ukrainas största flygplats som betjänar större delen av Ukrainas internationella flygningar, och Zjuljany flygplats som är den första flygplatsen i Kiev och öppnade den 25 maj 1924.

## Rysslands invasion av Ukraina 2022
Hostomels flygplats intogs av ryska luftburna styrkor den 24 februari 2022, den första dagen för Rysslands invasion av Ukraina 2022. På kvällen samma dag  rapporterades att flygplatsen hade återtagits.
I slutet av mars månad drog sig de ryska trupperna tillbaka från flygplatsområdet, som del av ett allmänt tillbakadragande från norra Ukraina. I början av april meddelades att ukrainska styrkor åter hade tagit kontroll över flygplatsen.

## Antonov An-225

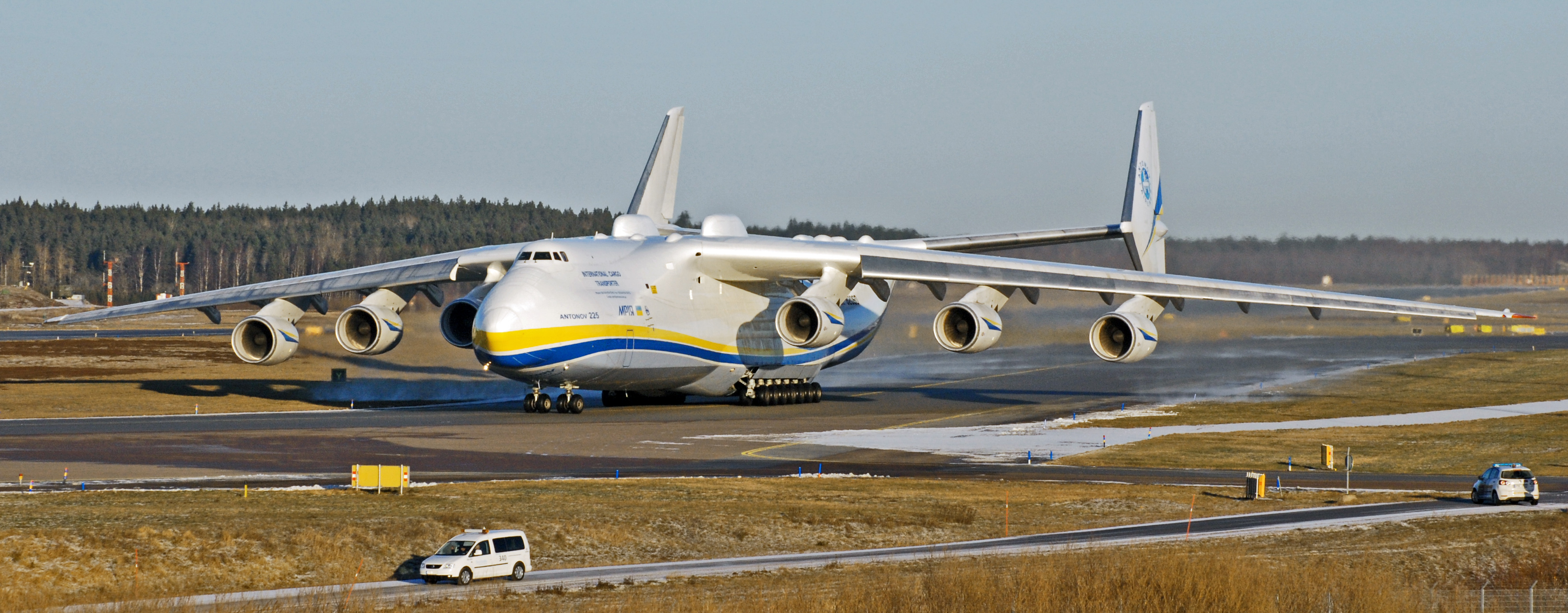
Antonov An-225 Mrija på Arlanda, den 6 januari 2012.

Flygplatsen var hemmabas för världens största flygplan, fraktflygplanet Antonov An-225 med namnet ’’Mrija’’, vilket byggts i bara ett exemplar och som flögs av Antonov Airlines. Planet förstördes vid den första ryska attacken i sin öppna hangar.